# 划设
划设（？—947年），辽国官员。契丹人。    
划设氏族不明，在辽太宗时担任太尉。大同元年（947年），辽太宗入主中原，失败后，在归途病逝。太后述律平想要立幼子耶律李胡为皇帝，划设作为后党。最后，耶律李胡长兄耶律倍的儿子耶律阮即位后辽世宗。闰七月，辽世宗到上京，改大同年号为天禄，把述律后和李胡迁到祖州，实际上是实行囚禁，以防止他们的反抗。随后，又把太尉划设、楚补里等处死。